# Isildurs Bane
Isildurs Bane är ett progressivt rockband från Halmstad. 

## Historik och första influenser
Gruppen, vars namn är en referens till J.R.R. Tolkiens verk Sagan om ringen (Den enda ringen kallas även för Isildurs Bane), bildades 1976 av Kjell Severinsson (trummor), Jan Severinsson (fiol, violin), Mats Nilsson (gitarr, sång), Bengt Johnsson (klaviatur) och Dan Andersson (gitarr, oboe). Medlemmarna var influerade av Gentle Giant, Yes, Genesis och Emerson, Lake & Palmer. 1977 kom Mats Johansson (klaviatur, sång) med i bandet och blev tillsammans med Mats Nilsson de som komponerade musiken till Isildurs Bane från och med slutet av 70-talet till och med mitten av 80-talet. Efter den tiden har Mats Johanssons kompositioner helt dominerat gruppens inspelningar.

## Sedan 2005
Gruppen är fortfarande aktiv och arbetar sedan 2005 i projektform, ofta under förkortningen IB. Sedan 2005 har IB årligen anordnat musikaliska möten under namnet IB Expo där IB möter musiker från olika geografiska och musikaliska bakgrunder under en veckas tid för att göra clinics, workshops, masterclasses och en konsert. Bland gästerna kan nämnas Jerry Marotta, Tom Griesgraber, Mick Karn, Pat Mastelotto, Markus Reuter, Pamelia Kurstin, Mike Keneally, Björn J:son Lindh, Valgeir Sigurðsson, Janne Schaffer, Adrian Belew, Julie Slick, Marco Minnemann, Lisa Nordström, Lisen Rylander Löve, Michala Østergaard-Nielsen, Tony Levin, Michael Bernier, Jakko Jakszyk, Trey Gunn, Morgan Ågren, Aranis Trio, Phil Manzanera, Guy Pratt, Liesbeth Lambrecht, Iris Thissen, Lindha Kallerdahl, Jolien Wils, Richard Barbieri, Steve Hogarth, Jinian Wilde, Peter Hammill och David Torn.

## Bandmedlemmar
- Katrine Amsler - klaviatur
- Klas Assarsson - slagverk
- Luca Calabrese - trumpet
- Axel Croné - bas, saxofon, klarinett
- Samuel Hällkvist - gitarr
- Mats Johansson - keyboards
- Liesbeth Lambrecht - violin
- Jan Severinsson - ljudtekniker
- Kjell Severinsson - trummor

Tidigare medlemmar
- Bengt Jonsson - keyboards
- Dan Andersson - gitarr, oboe
- Fredrik Emilson - bas
- Mariette Hansson - gitarr, sång
- Ingvar Johansson - bas
- Fredrik Janacek - bas
- Stigge Ljunglöf - bas
- Fredrik "Gicken" Johansson - bas
- Jonas Christophs - gitarr
- Mats Nilsson - gitarr
- Tommy Nilsson - gitarr
- Linnea Olsson - cello, sång
- Bo Nilsson-Roth - gitarr
- Christian Saggese - gitarr

## Diskografi
- 1981 – Sagan om ringen (kassett)
- 1984 – Sagan om den Irländska älgen
- 1985 – Sea Reflections
- 1987 – Eight Moments of Eternity
- 1988 – Sagan om ringen (LP-version)
- 1988 – Cheval – Volonté de rocher
- 1992 – The Voyage – A Trip to Elsewhere
- 1993 – Lost Eggs
- 1997 – MIND Vol. 1
- 2001 – MIND Vol. 2: Live
- 2003 – MIND Vol. 3
- 2003 – MIND Vol. 4: Pass
- 2005 – MIND Vol. 5: The Observatory
- 2005 – Songs from the Observatory
- 2017 – Colours Not Found In Nature
- 2017 – Off The Radar
- 2019 – In Amazonia
- 2021 – In Disequilibrium
- 2024 – The Pearl of Ever Changing Shell

Promo utgiven på Soundcloud 2017-03-03.